# Jens van ’t Wout
Jens van ’t Wout (* 6. Oktober 2001 in Laren) ist ein niederländischer Shorttracker.

## Werdegang
Van ’t Wout startete international erstmals bei den Juniorenweltmeisterschaften 2019 in Montreal und holte dabei die Silbermedaille mit der Staffel. Zudem errang er dort den 22. Platz über 1500 m und den 20. Platz über 500 m. Sein Debüt im Weltcup hatte er im November 2019 in Nagoya und lief dabei auf die Plätze 26 und 25 über 1500 m. Bei den Juniorenweltmeisterschaften 2020 in Montreal wurde er Achter mit der Staffel, Sechster über 1500 m, Fünfter über 1000 m und Vierter über 500 m. Im folgenden Jahr gewann er bei den Europameisterschaften 2021 in Danzig und bei den Weltmeisterschaften in Dordrecht jeweils die Goldmedaille mit der Staffel.
Sein Bruder Melle van ’t Wout ist ebenfalls im Shorttrack aktiv.

## Persönliche Bestzeiten
- 500 m: 39,932 s (aufgestellt am 6. November 2022 in Salt Lake City)
- 1000 m: 1:23,283 min (aufgestellt am 21. November 2021 in Debrecen)
- 1500 m: 2:11,909 min (aufgestellt am 5. November 2022 in Salt Lake City)
- 3000 m: 5:07,171 min (aufgestellt am 5. Januar 2020 in Leeuwarden)

## Erfolge

### Olympische Spiele
- 2022 Peking: 4. Platz Mixed-Staffel, 7. Platz Staffel, 19. Platz 1000 m

### Weltmeisterschaften
- 2021 Rotterdam: 1. Platz Staffel
- 2023 Seoul: 1. Platz Mixed-Staffel, 3. Platz 500 m, 4. Platz 1500 m, 6. Platz Staffel, 7. Platz 1000 m
- 2024 Rotterdam: 2. Platz 1500 m, 4. Platz Staffel, 4. Platz Mixed-Staffel, 9. Platz 1000 m, 10. Platz 500 m
- 2025 Peking: 3. Platz 500 m, 7. Platz 1500 m, 21. Platz 1000 m

### Europameisterschaften
- 2021 Danzig: 1. Platz Staffel
- 2023 Danzig: 1. Platz Mixed-Staffel, 1. Platz Staffel, 1. Platz 1500 m, 2. Platz 500 m, 2. Platz 1000 m
- 2024 Danzig: 5. Platz 1500 m, 24. Platz 1000 m

### Platzierungen im Weltcup

#### Weltcupsiege

##### Weltcupsiege im Einzel
| Nr. | Datum             | Ort            | Disziplin |
| --- | ----------------- | -------------- | --------- |
| 1.  | 5. November 2022  | Salt Lake City | 1500 m    |
| 2.  | 6. November 2022  | Salt Lake City | 500 m     |
| 3.  | 10. Dezember 2022 | Almaty         | 1000 m    |
| 4.  | 29. Oktober 2023  | Montreal       | 1000 m    |
| 5.  | 27. Oktober 2024  | Montreal       | 1000 m    |
| 6.  | 9. Februar 2025   | Tilburg        | 1000 m    |
| 7.  | 15. Februar 2025  | Mailand        | 1500 m    |

#### Weltcupsiege im Team
| Nr. | Datum             | Ort         |
| --- | ----------------- | ----------- |
| 1.  | 24. Oktober 2021  | Peking 1    |
| 2.  | 28. November 2021 | Dordrecht 2 |
| 3.  | 11. Februar 2023  | Dordrecht 3 |
| 4.  | 9. Dezember 2023  | Peking 4    |
| 5.  | 16. Dezember 2023 | Seoul 5     |
| 6.  | 27. Oktober 2024  | Montreal 6  |
| 7.  | 9. Februar 2025   | Tilburg 7   |
| 8.  | 9. Februar 2025   | Tilburg 8   |
| 9.  | 16. Februar 2025  | Mailand 7   |

#### Weltcup-Gesamtplatzierungen
| Saison  | Gesamt | Gesamt | 500 m  | 500 m | 1000 m | 1000 m | 1500 m | 1500 m |
| Saison  | Punkte | Platz  | Punkte | Platz | Punkte | Platz  | Punkte | Platz  |
| ------- | ------ | ------ | ------ | ----- | ------ | ------ | ------ | ------ |
| 2019/20 | –      | –      | –      | –     | –      | –      | 85     | 68.    |
| 2021/22 | –      | –      | 2.856  | 14.   | 5,972  | 10.    | 2.531  | 21.    |
| 2022/23 | 466    | 9.     | 124    | 18.   | 128    | 11.    | 214    | 7.     |
| 2023/24 | 392    | 13.    | 70     | 25.   | 257    | 6.     | 65     | 26.    |
| 2024/25 | 950    | 2.     | 268    | 3.    | 360    | 2.     | 314    | 3.     |